# FK Radnički Belgrad
Der FK Radnički Beograd (vollständiger offizieller Name auf Serbisch: Фудбалски клуб Раднички Беогpaд –
ФК Раднички Беогpaд, Fudbalski klub Radnički Beograd – FK Radnički Beograd), gewöhnlich Radnički Beograd, ist die Fußballabteilung von SD Radnički Beograd, einem serbischen Sportverein aus dem Belgrader Stadtbezirk Novi Beograd. Der am 20. April 1920 gegründete Verein spielt derzeit in der Beogradska zona, der vierthöchsten Spielklasse im serbischen Fußball.
Seine ersten bedeutenden Erfolge erzielte der FK Radnički Beograd 1950, als man erstmals in der 2. Liga des Sozialistischen Jugoslawien (1945–1992) aufstieg. 1953 folgte der Sprung in die 1. Liga, in der man sich bis 1961 halten konnte. Ende der Saison 1955/56 erreichte Radnički Beograd mit einem 3. Platz den bis dahin größte Erfolg der Vereinsgeschichte. 1957 gelang zudem der Finaleinzug im Jugoslawischen Pokal, wo man sich jedoch dem FK Partizan geschlagen geben musste. 1958 folgte ein erneuter 3. Platz sowie ein 4. Platz 1959. Die 1950er Jahre gelten daher als die Goldene Ära des Vereins.
Nach einigen Spielzeiten in der 2. Liga gelang 1965 der Wiederaufstieg, jedoch stieg Radnički direkt wieder ab. Erst 1991 gelang die Rückkehr in die 2. Liga und mit einem 3. Platz der direkte Aufstieg in die 1. Liga. Durch die Auflösung Jugoslawiens 1992 spielte der Verein von da an in der neuformierten 1. Liga der Bundesrepublik Jugoslawien (1992–2003), an der Radnički bis 1995 teilnahm. Anschließend spielte man bis 2004 in der 2. Liga, denn es gelang der Meisterschaftssieg und somit die Rückkehr in die höchste Spielklasse, nun in der 1. Liga von Serbien und Montenegro (2003–2006). Obwohl Radnički darauf den Klassenerhalt gelang, musste man sich aus finanziellen Gründen aus der 1. Liga zurückziehen, in der man bis heute nicht zurückkehrte.
Der Verein trägt seine Heimspiele im 5.000 Zuschauern Platz bietenden Stadion FK Radnički aus, das jedoch renovierungsbedürftig ist, um so wirklich allen Qualitäts- und Sicherheitsstandards für nationale Fußballveranstaltungen der höchsten Spielklasse gerecht zu werden.

## Ehemalige bekannte Spieler
- Alen Stevanović (2000–2008)
- Pavle Ninkov (2004–2005)
- Marko Dević (2003–2004)